# Oxysternon striatopunctatum
Oxysternon striatopunctatum là một loài bọ cánh cứng trong họ Bọ hung (Scarabaeidae).